# Царевець (Добрицька область)
Ца́ревець (болг. Царевец) — село в Добрицькій області Болгарії. Входить до складу общини Добричка.

## Населення
За даними перепису населення 2011 року у селі проживали 388 осіб.
Національний склад населення села:
| Національність   | Кількість осіб | Відсоток |
| ---------------- | -------------- | -------- |
| болгари          | 190            | 49,0%    |
| цигани           | 177            | 45,6%    |
| турки            | 16             | 4,1%     |
| Всього відповіли | 388            |          |

Розподіл населення за віком у 2011 році:
Динаміка населення: